# Aleksejs Saramotins
Aleksejs Saramotins (nascido em 8 de abril de 1982) é um ciclista profissional letão, atual membro da equipe IAM Cycling, de categoria UCI World Tour. Representou seu país, Letônia, nos Jogos Olímpicos de Verão de 2012 em Londres, onde competiu na prova de estrada individual, terminando na 56ª posição.